# Klaus Dittmar Haase
Klaus Dittmar Haase (* 1941 in Dillenburg) ist ein deutscher Wirtschaftswissenschaftler.

## Leben
Er studierte in Köln Betriebswirtschaftslehre und wurde dort 1970 promoviert. Nach der Habilitation 1973 an der Universität zu Köln wurde er 1975 Ordinarius an der Hochschule der Bundeswehr Hamburg wurde. 1978 wurde er nach Passau berufen, wo er ab 1978 den Lehrstuhl für Betriebswirtschaftslehre mit Schwerpunkt Prüfungswesen und Steuerlehre innehatte. Von 1989 bis 1992 war er Vizepräsident der Universität Passau und von 2006 bis 2007 Prodekan der Wirtschaftswissenschaftlichen Fakultät.

## Schriften (Auswahl)
- Segment-Bilanzen. Rechnungslegung diversifizierter Industrieunternehmen. Wiesbaden 1974, ISBN 3-409-16022-1.
- Ertragsteuerbelastung und Ertragsteuerpolitik der Kapitalgesellschaft. Wiesbaden 1976, ISBN 3-409-50031-6.
- mit Dieter Schneeloch und Theodor Siegel: Besteuerung der Gesellschafter-Fremdfinanzierung. Eine betriebswirtschaftliche Stellungnahme zum geplanten § 8a KStG. Stuttgart 1983, ISBN 3-8202-0257-9.
- Finanzbuchhaltung. Einführung in das betriebliche Rechnungswesen – programmiert. Düsseldorf 1998, ISBN 3-8021-0723-3.